# Házi kaszáspók
A házi kaszáspók (Phalangium opilio) a pókszabásúak (Arachnida) osztályának kaszáspókok (Opiliones) rendjébe, ezen belül a Phalangiidae családjába tartozó faj.

## Előfordulása
A házi kaszáspók elterjedési területe egész Európa, Szibéria és Ázsia nagy része, dél felé Észak-Afrikáig. Észak-Amerikába és Új-Zélandra betelepítették. Az állat rendszeresen előfordul, helyenként gyakori. Egyaránt megtalálható természetes és emberlakta környezetben is.

## Megjelenése
A házi kaszáspók testének hossza éppen eléri az 1 centimétert. Színük többféle lehet, a nőstényekre általában a szürke jellemző. A Phalangiidae családjába tartozó fajok rendkívül hosszú és vékony lábaikról (a második pár láb a leghosszabb, 4–5 centiméter) könnyen felismerhetők. Az állatoknak 4 pár lábuk van. Mégis, a Közép-Európában élő, 23 többnyire gyakori fajt a szabadban nem tudjuk meghatározni. Ha megfogunk egy kaszáspókot, könnyen elveszíti egyik lábát. Gyakran összetévesztik a pókok (Araneae) rendjébe tartozó álkaszáspókokkal (Pholcidae). A legszembetűnőbb különbség, hogy a kaszáspókok előteste és utóteste széles alappal csatlakozik egymáshoz, mintha látszólag az egész test egy szegmensből állna. A szexuális dimorfizmus jellemző rájuk; a kisebb termetű hímek 4–6, a nőstények 5–7 milliméter hosszúak. A hímek csáprágója szokatlanul fejlett.
|  |

## Életmódja
A házi kaszáspók nyáron és ősszel gyakran előfordul füveken, fákon és bokrokon. Városokban a házak falán is megtalálható. Tápláléka korhadó növényi részek és elhalt állatok.

## Szaporodása
Párosodás után a nőstény a talajba vagy fák kérge alá rakja petéit. Több kaszáspók fajnál előfordul, hogy a peték lerakása után a hím velük marad és védelmezi, tisztogatja őket. Májustól novemberig találkozhatunk fiatal kaszáspókokkal. A fiatal pókok egy ideig még a családi hálóban maradnak, majd mikor kifejlődtek, arrébb vándorolva saját hálóba kezdenek.